# Šachová taktika

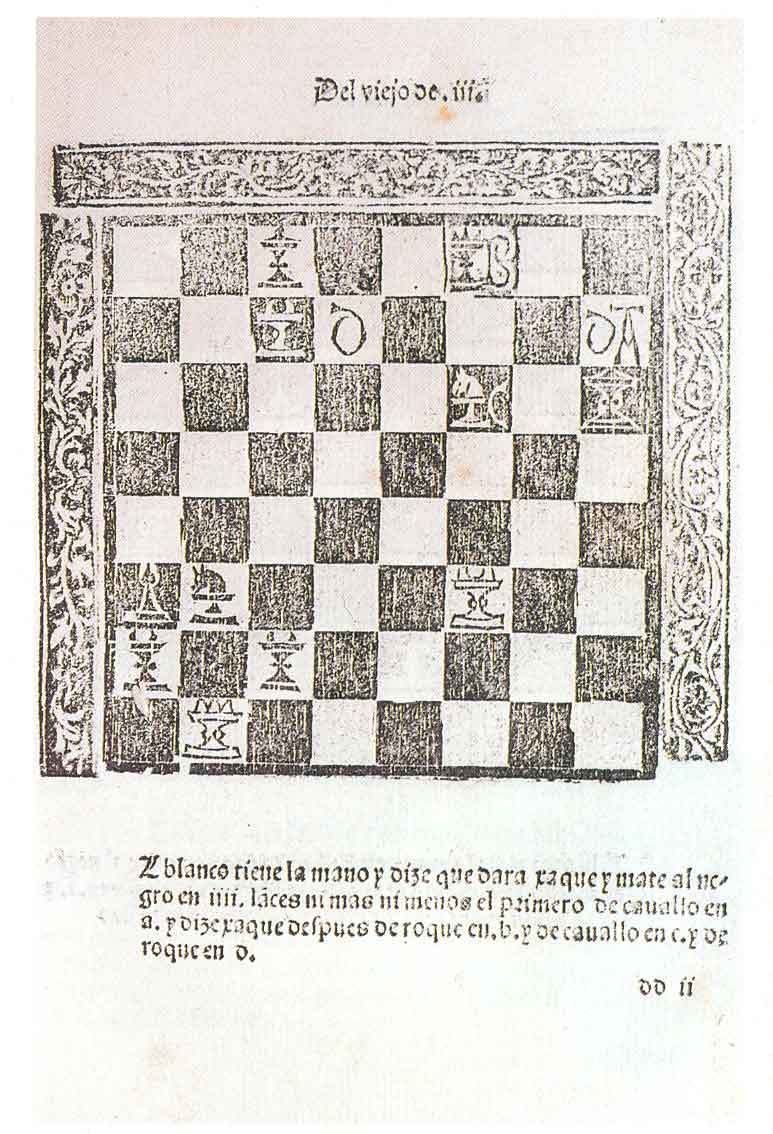
Taktická úloha z Lucenovy knihy z roku 1497

Šachová taktika je označení pro tu část šachové hry, která se vyznačuje promýšlením konkrétních variant, nikoliv tedy rozmýšlením plánu hry jako v případě šachové strategie. Obvykle se soustřeďuje na krátkodobé akce – tak krátkodobé, že mohou být předem propočítány lidským hráčem nebo počítačem. Hloubka kalkulace přitom ovšem závisí na hráčových schopnostech nebo rychlosti procesoru, ale také na charakteru pozice: v klidných pozicích s mnoha možnostmi na obou stranách není hlubší kalkulace možná, zatímco „taktické“ pozice s omezeným počtem vynucených variant umožňují propočítávat velmi dlouhé posloupnosti tahů.
Prosté jednotahové či dvoutahové taktické akce, jako hrozby, výměny materiálu, dvojité útoky atd., mohou být kombinovány do složitějších variant, tzv. taktických manévrů, často z jedné či obou stran vynucených. Teoretici popsali mnoho elementárních taktických metod a typických motivů, například vazbu (omezení pohybu soupeřova kamene tak, že jeho odtah by znamenal ohrožení jiného soupeřova kamene), vidličky (dvojí úder, kdy jedna figura vytváří současně dvě hrozby, přičemž nelze odvrátit obě zároveň), oběť (tah, kterým hráč soupeři vědomě nabízí možnost získat materiální výhodu, přičemž chce za obětovaný materiál získat výhodu jiného druhu, například útok) a jiné.
Vynucená varianta spojená s obětí a obvykle vyúsťující v hmatatelný zisk se nazývá kombinace. Zajímavé a překvapivé kombinace – jako je ta z Nesmrtelné partie – jsou vnímány jako krásné a jsou předmětem studia a obdivu šachistů. Hledání kombinací je také běžným typem šachové úlohy zaměřené na rozvoj schopností hráče.

## Taktické prostředky

### Vazba
Vazba je situace, ve které se některá napadená figura nemůže pohnout ze svého místa. Je to proto, že po ústupu napadané figury by byla napadena jiná, ještě hodnotnější figura, nebo by byl vystaven král šachu. Výraz vázat označuje stav, kdy figura napadením figury soupeře vytvoří vazbu a tím jí znemožní pohyb. Figura, která má omezený pohyb je ve vazbě
Vázat mohou pouze figury, které se mohou podle pravidel pohybovat o neomezené množství polí v horizontálním, vertikálním nebo diagonálním směru. Jsou to figury: střelec, věž a dáma. Král, jezdec ani pěšec vazbit nemohou. Vazbou lze znemožnit pohyb jakékoliv figuře s výjimkou krále.

### Vidlička
Vidlička, někdy též vidličky, je taktický šachový prvek, při němž je jeden šachový kámen použit k napadení dvou nebo více kamenů soupeře s cílem dosáhnout materiálního zisku (odebráním jednoho ze soupeřových kamenů), protože soupeř může odrazit pouze jednu z těchto hrozeb.
Dát vidličku může kterýkoliv kámen, včetně krále, i když nejběžnější jsou vidličky jezdcem a dámou. Král však nemůže dávat vidličku kamenům, které by ho současně ohrozily, protože šachová pravidla nedovolují vystavit krále šachu. Ohrožen vidličkou může být rovněž jakýkoliv typ kamene.
K vidličkám se velmi často používají jezdci, protože mohou skočit na pozici, z níž napadnou až sedm soupeřových kamenů, aniž by se mohly stát obětí jejich protiútoku (pokud ovšem mezi napadenými kameny není také jezdec). Jedním z objektů napadení často bývá král.
Často se vyskytuje ve složitějších šachových kombinacích ve spojení s jinými idejemi.

### Dvojúder (dvojí úder)
Často je totožný s vidličkou, ale současná hrozba matu a ztráta nekryté figury vidličkou není.

### Oběť
V šachu je oběť takový tah, ve kterém se jedna strana vzdá některé své figury, druhá strana si na určitou dobu ponechá materiální výhodu a první strana doufá v kompenzaci za ni. Pokud je oběť provedena v zahájení, nazýváme ji gambit. Nejčastější je oběť pěšce, obětována však může být jakákoliv šachová figura kromě krále.
Někteří autoři rozdělují oběti na "pravé" a "falešné" (nebo pseudo-oběti). U falešných obětí je relativně rychle jasná korektnost oběti, jelikož vede buďto
- do matu
- k zisku materiálu
- k výraznému zjednodušení pozice (v případě výrazné materiální převahy jednoho z hráčů)
- oběť remizuje v beznadějné pozici

Oproti tomu u "pravých" obětí je oběť jeden krok na cestě k dlouhodobějšímu cíli, příkladem může být
- oběť za útok na krále
- oběť za rychlejší a lepší vývin (například gambity)
- poziční oběť, kde za obětovaný materiál hráč získá důležitý strategický prvek (aktivita figur, volný sloupec, pěšcová struktura, opěrný bod)